# Myškin

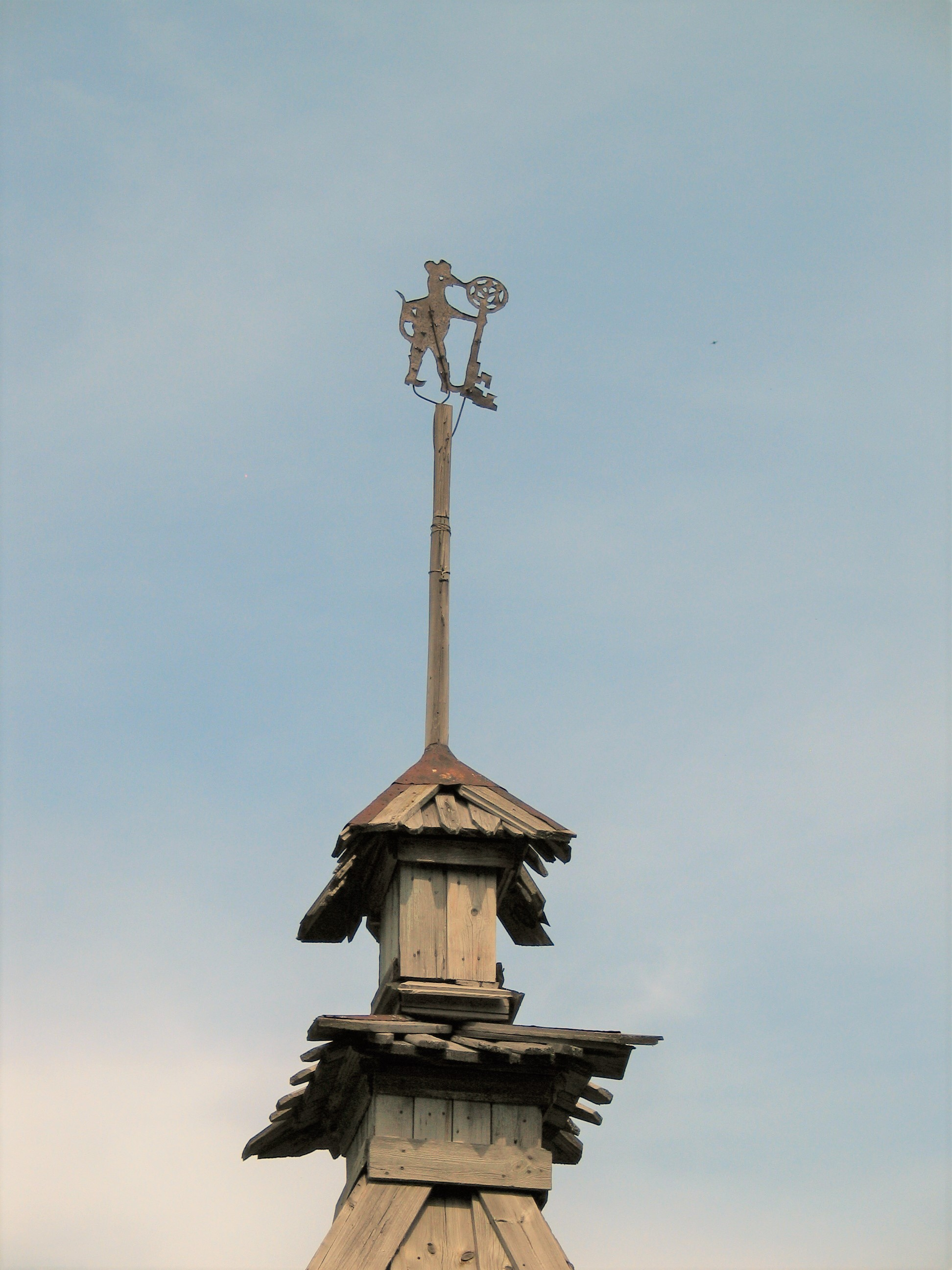
Il simbolo della città

Myškin (anche traslitterata come Myshkin) è una cittadina della Russia europea centrale (Oblast' di Jaroslavl'), situata sulla sponda sinistra del fiume Volga, 85 chilometri a ovest del capoluogo Jaroslavl'; è il capoluogo del distretto omonimo.
La fondazione della cittadina risale indietro nel tempo fino al XV secolo; lo status di città, ottenuto sotto il regno di Caterina II nel 1777, le venne revocato nel periodo sovietico e successivamente riconcesso nel 1991.
Il suo nome deriva dal russo мышь (myš'), che significa topo, secondo una leggenda che riguarda la fondazione della cittadina; a questo animale è dedicato un museo.

## Società

### Evoluzione demografica
Fonte: mojgorod.ru
- 1897: 2.200
- 1959: 3.900
- 1989: 6.300
- 2002: 6.076
- 2006: 5.900